# 海坛街道
海坛街道是中国福建省福州市平潭县下辖的一个街道。2021年4月，撤销潭城镇、澳前镇、岚城乡，设立海坛街道办事处，行政区域界线随原潭城镇、澳前镇、岚城乡行政区域界线。

## 行政区划
海坛街道下辖以下地区：
辕门社区、右营社区、瑞龙社区、城东社区、红山社区、宝湖社区、中埔社区、桂山社区、白鹭社区、东门社区、佳林社区、竹园社区、小湖社区、豪景社区、台康社区、万福社区、紫玉社区、坛南社区、佳园社区、华信社区、台岚社区、万嘉社区、城北村、城南村、城中村、澳前村、东澳村、岭前村、龙山村、官姜村、龙北村、玉道村、玉楼村、井边村、光楼村、光裕村、紫兰村、上井村、龙南村、磹角底村、前进村、东星村、磹报村、东光村、南赖村、正旺村、上楼村、新桥村、霞屿村、白山村、流东村、北门村和中甲村。